# NGC 6712
NGC 6712 је збијено звездано јато у сазвежђу Штит које се налази на NGC листи објеката дубоког неба.
Деклинација објекта је - 8° 42' 20" а ректасцензија 18h 53m 4,3s. Привидна величина (магнитуда) објекта NGC 6712 износи 8,1. NGC 6712 је још познат и под ознакама GCL 103.